# Juan Carlos Plata
Juan Carlos Plata (Cidade da Guatemala, 1 de janeiro de 1971) é um técnico de futebol e ex-futebolista guatemalteco que atuava como atacante. É o maior artilheiro da história da Liga Nacional de Fútbol de Guatemala (primeira divisão nacional), com 302 gols marcados.
Excetuando o galês Marc Lloyd Williams, foi, em janeiro de 2010, o artilheiro mais prolífico entre todos os jogadores em atividade em campeonatos de primeira divisão, além de ser um dos 60 maiores artilheiros por clubes na história do futebol segundo a IFFHS.

## Carreira em clubes
Descoberto no Juventud Olímpica (equipe amadora da capital guatemalteca), Plata (apelidado de El Pin) jogou apenas no Municipal, onde estreou profissionalmente em 1988. Seus pontos altos eram o posicionamento, o jogo sem bola e a criatividade nos passes.
Em 22 anos de carreira, venceu 14 Campeonatos Guatemaltecos, 5 Copas da Guatemala e 2 edições da Copa Interclubes da UNCAF, tendo marcado ao menos 15 gols em 13 temporadas - em 2005–06, marcou 32 vezes nos torneios Apertura e Clausura. Sua 500ª partida foi contra o Deportivo Zacapa, em fevereiro de 2008, e em maio do ano seguinte, balançou as redes pela 400ª vez (somando todas as competições) sobre o Deportivo Petapa. Sua última partida como profissional foi um dérbi contra o Comunicaciones, em dezembro de 2010. Plata é o maior artilheiro do principal clássico do futebol guatemalteco, tendo marcado 39 gols.
A despedida oficial foi em janeiro de 2011, num amistoso entre Municipal e um combinado de jogadores e ex-jogadores que atuaram com El Pin. Em homenagem ao atacante, a camisa 15 usada por ele foi aposentada, sendo o primeiro jogador a ter seu número retirado na história do futebol guatemalteco.

## Carreira internacional
Pela Seleção Guatemalteca, Plata estreou em janeiro de 1996, na derrota por 1 a 0 para o México, pela Copa Ouro da CONCACAF, onde Los Chapines terminaram em quarto lugar. O atacante ainda jogaria as edições de 1998, 2000, 2002 e 2003, mas a Guatemala não repetiu o desempenho de 1996 e caiu na primeira fase em todas. Ele também disputou 27 jogos de eliminatórias para a Copa do Mundo, tendo chegado perto de participar da Copa de 2006 - os guatemaltecos ficaram apenas 2 pontos atrás de Trinidad e Tobago na disputa por uma vaga na repescagem.
Em janeiro de 2002, marcou seu 26º gol pela seleção, superando um recorde que pertencia a Carlos Toledo. O mais famoso dos 35 gols marcados por Plata foi o que empatou o jogo contra o Brasil na Copa Ouro de 1998.
Jogaria pela Seleção Guatemalteca ate 2006, mas faria um jogo de despedida em outubro de 2010, contra Belize. Entrou como substituto de Jonny Brown aos 13 minutos do segundo tempo e não marcou na vitória por 4 a 2.

## Pós-aposentadoria
Em outubro de 2012, foi nomeado treinador de atacantes do Municipal, deixando o cargo em dezembro de 2015 antes de assumir a função de auxiliar-técnico da Seleção Guatemalteca em janeiro do ano seguinte
A única experiência de Plata como treinador foi no Deportivo Mixco, equipe da primeira divisão nacional, classificando-o em 9º lugar com 16 pontos no torneio Clausura, tendo sido rebaixado para a segunda divisão.

## Títulos
Municipal:
- Liga Nacional de Fútbol de Guatemala: 1992, 1994, Apertura 2000, Clausura 2000, Apertura 2001, Clausura 2002, Apertura 2003, Apertura 2004, Clausura 2005, Apertura 2005, Clausura 2006, Apertura 2006, Clausura 2008, Apertura 2009, Clausura 2010
- Copa da Guatemala: 1994, 1995, 1998, 2003, 2004
- Copa Interclubes da UNCAF: 2001 e 2004

### Individuais
- Artilheiro da Liga Nacional de Fútbol de Guatemala: 1996, 2005